# The Riddle (Nik Kershaw-album)
A The Riddle Nik Kershaw második albuma. 1984-ben jelent meg a MCA kiadónál.

## Számlista

### LP, kazetta, CD
1. Don Quixote  – 4:55
2. Know How  – 4:52
3. You Might  – 3:17
4. Wild Horses  – 3:59
5. Easy  – 4:13
6. The Riddle  – 3:52
7. City of Angels  – 3:56
8. Roses  – 3:58
9. Wide Boy  – 3:28
10. Save the Whale  – 6:02

### Egyesült Államokbéli változat
- Az Egyesült Államokban megjelent változaton az eredeti számlistát megváltoztatták, a City of Angels szám helyett a Wouldn't It Be Good került fel.

A oldal
1. The Riddle (3:52)
2. Know How (4:49)
3. You Might (3:13)
4. Don Quixote (4:57)
5. Easy (4:12)

B oldal
1. Wouldn't It Be Good (4:10)
2. Wide Boy (3:19)
3. Wild Horses (3:58)
4. Roses (3:25)
5. Save the Whale (5:57)[1]

## Résztvevők
- audio mastering: Greg Fulginiti
- Mark King, a Level 42 zenésze játszotta a basszust az "Easy" című számban

## Kislemezek
- The Riddle #3
  - B-side – Progress (live)
- Wide Boy #9
  - B-side – So Quiet
- Don Quixote #10
  - B-side – Don't Lie

## Érdekességek
- A The Riddle-t több zenész is, köztük Gigi D'Agostino is újra feldolgozta. A mai napig születnek újabb és újabb feldolgozások, amatőr illetve profi DJ-ktől.